# Propebela exarata
Propebela exarata é uma espécie de gastrópode do gênero Propebela, pertencente a família Mangeliidae.